# Harry Borojov
Harry (Hageo) Borojov (15 de junio de 1898 – 20 de octubre de 1993) fue un ajedrecista, participó en competiciones de ajedrez de 1917 a 1958, fue campeón de California en 1930–1938, presidente de la Asociación de ajedrez de California en 1960 y hermano menor de Ber Borojov.

## Biografía

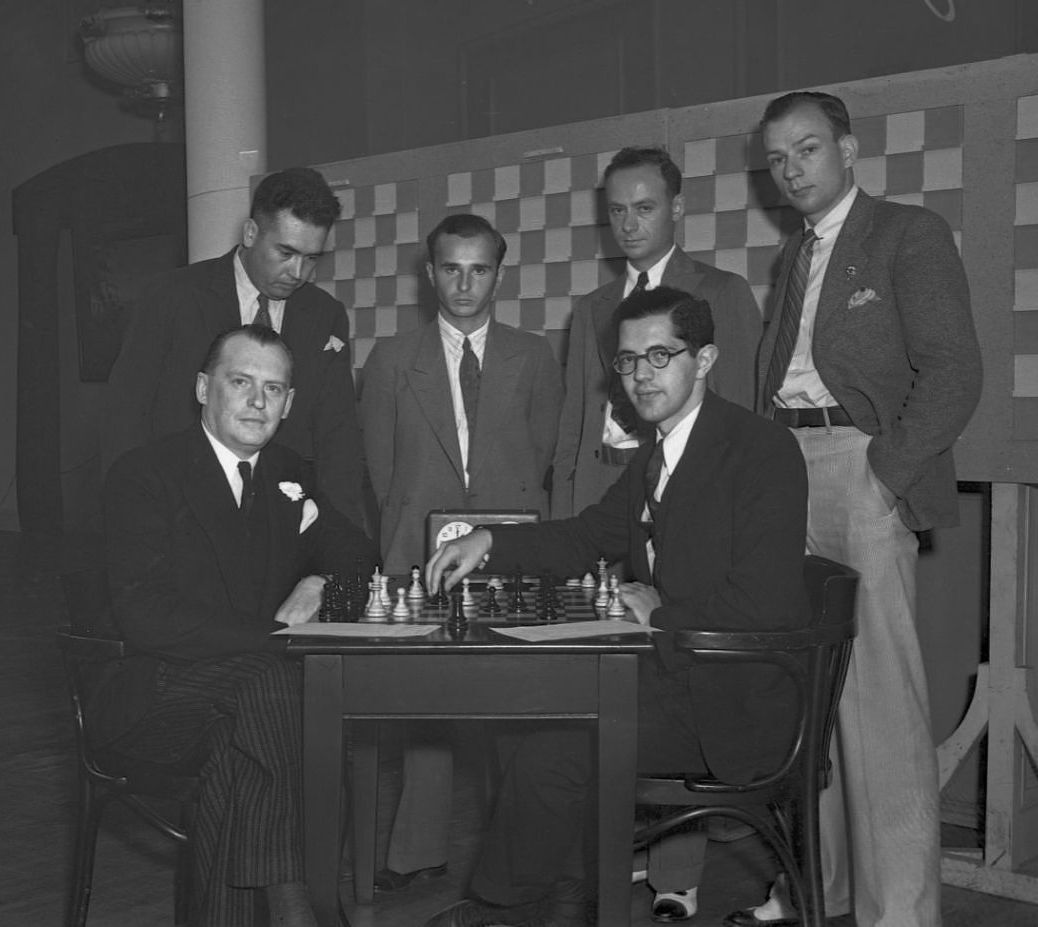
sentido horario: Alexander Alekhine (sentado), José Joaquín Araiza, Samuel Reshevsky, Harry Borojov, Arthur William Dake, Isaac Kashdan (sentado), hotel Meryland, Pasadena, 1932.

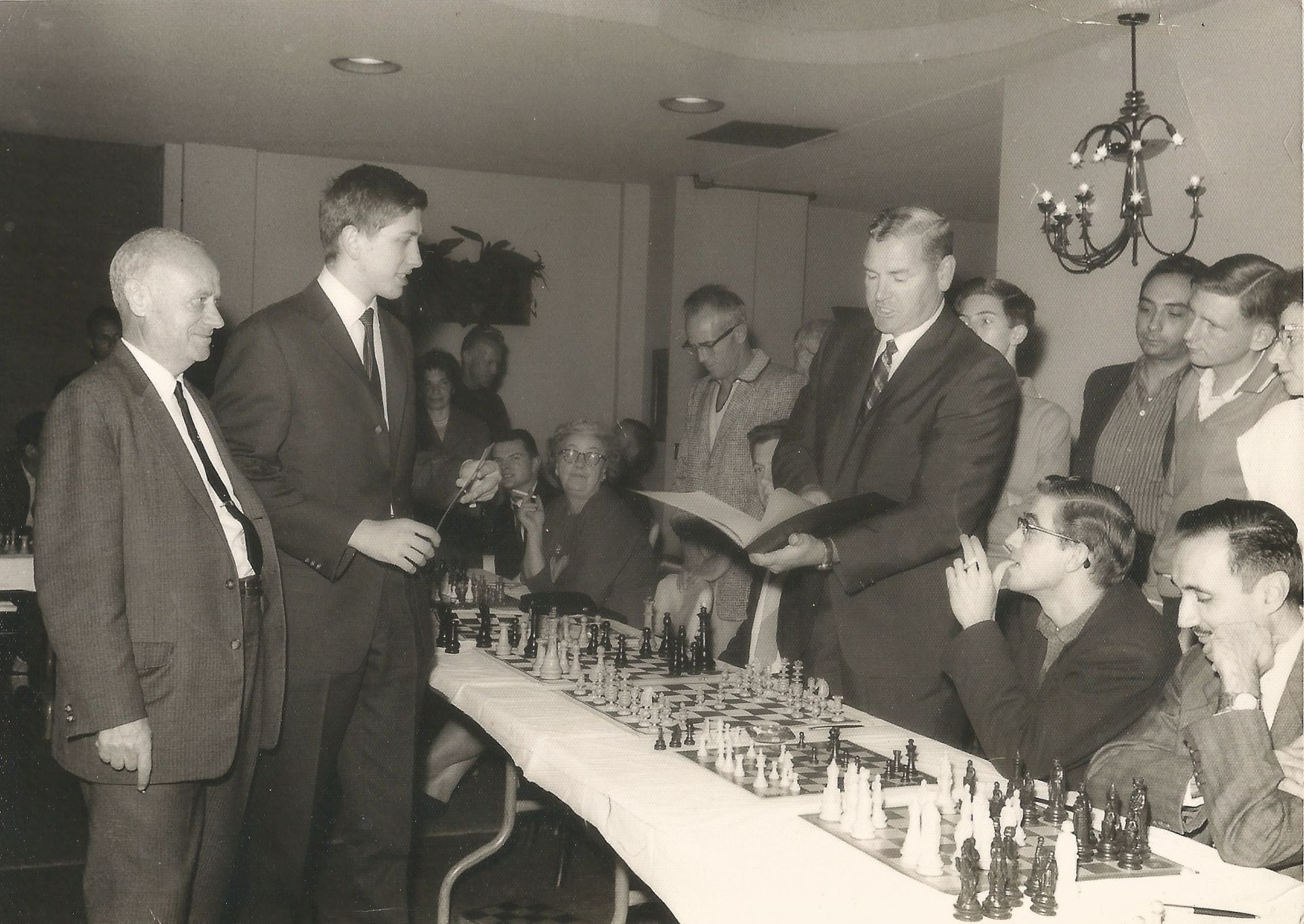
Harry Borojov e Bobby Fischer no Hotel Ambassador, 1961.
Fischer jugó simultáneamente con 50 oponentes, ganó 40 juegos, perdió tres y empató siete. Borojov fue el árbitro.

Harry Borojov nació en Poltava, capital del óblast de Poltava del Imperio Ruso, en la Zona de Asentamiento judía en Rusia (desde 1991 en Ucrania). La familia Borojov fue perseguida por la policía zarista debido a las actividades de Ber, quien nació en 1881. En 1902, la primera hija Nadia (nacida en 1883) emigró a Nueva York en el Estados Unidos con 15 dólares estadounidenses cuando tenía 19 años, ella vio que todo estaba bien, escribió a su familia, y en 1903 Harry emigró a Nueva York a la edad de cinco años con sus padres y hermanos cuando Ber, de 22 años, se quedó en Rusia.
Borojov comenzó a jugar al ajedrez a la edad de ocho años, pero hasta 1917 no participó en competiciones. En 1917 ganó el campeonato college, organizado por City College (Nueva York), con la resultado de 15–½, y el Club Championship of New York Chess con la resultado de 7–1.
En 1918, fue capitán del equipo de City College y lo llevó a su primera victoria contra la Universidades de Pennsylvania (Penn) y la Cornell, que terminó con cinco victorias y tres empates. Los equipos Penn y Cornell formaron equipo con Team City College y derrotó al Cuarteto de Universidades de Columbia, Harvard, Yale y Princeton con una puntuación de 9–4. Junto a Borojov en el equipo #2 de la universidad, Meir Shimshelevich, sobrino de Itzjak Ben-Zvi, jugó en el equipo #1 en Penn.
Borojov se mudó a Los Ángeles, California, y en 1919–1921 ganó el segundo lugar en el Campeonato de Los Ángeles tres veces. El 27 de junio de 1921 a las 11 am Samuel Reshevsky de nueve años y medio jugó simultáneamente contra veinte jugadores en el Athletic Club de Los Ángeles frente a más de 300 espectadores, derrotó a 14 competidores y terminó en empate contra Borojov y contra otros cinco jugadores, incluido Donald Henry Mugridge, de 16 años. El 4 de julio de 1921, Reshevsky volvió a jugar dos juegos con los ojos vendados contra Borojov y ganó ambos.
En 1922 y en 1924–1925, Borojov ganó el Campeonato de Los Ángeles, derrotando a Stasch Mlotkowski, Mugridge y otros. En 1920 obtuvo el tercer lugar en el Campeonato de California y en 1921 obtuvo el segundo lugar. En 1930–1932, ganó el Campeonato de California tres veces, derrotando a Mlotkowski, Mugridge y otros.
En agosto de 1932, Borojov ayudó a organizar una convención de ajedrez en el Hotel Maryland en Pasadena, organizada por el director Cecil B. DeMille. Participaron 35 concursantes. El congreso interpretó a Borojov, Reshevsky y otros maestros como José Joaquín Araiza de México, Isaac Kashdan, Alexander Alekhine y Arthur William Dake. En esta conferencia, Reshevsky perdió ante Borojov, Kashdan, Alekhine y Fred Reinfeld, y venció a Araiza, Dake y otros tres jugadores. El resultado que logró Borojov en la conferencia fue 5½–5½, un punto por detrás de Alekhine y Kashdan, y medio punto por detrás de Reshevsky y Dake. En sus partidos contra Kashdan y Dake, Borojov terminó en empate y fue el único jugador estadounidense que derrotó a Reshevsky y Reuben Fine en el mismo torneo.
Los que lograron derrotar a Borojov fueron jugadores jóvenes. Como resultado, prefirió promover a los jugadores jóvenes en lugar de competir frente a ellos. Así fue como promovió a Bobby Fischer, actuó como árbitro suplente en el partido Fischer contra Reshevsky y estuvo entre los expertos que calificaron la victoria de Fischer sobre Borís Spaski como 12½–8½.

## Familia
Harry Borojov era un sionista y visitó Israel varias veces, antes de la Guerra de los Seis Días y después, cuando estaba acompañado por su sobrino David Borojov. Trabajó como consultor de seguros. Harry se casó con Ida Ziscroit (nacido en 1903) en 1923 cuando tenía 25 años, y falleció el 16 de abril de 1967 en Los Ángeles. Tienen dos hijas, Charlotte y Ruth.
| |
| De izquierda a derecha: Harry, Nadia, madre Jaya Raquel, Lima, Lisa (nacido en 1905) hija de Nadia, Nueva York, alrededor de 1912. |

| |
| Harry e Ida Borojov en Casa Lessin en Tel Aviv con David Borojov. Ida se sienta con flores y David se sienta a la izquierda de Harry. Harry e Ida fueron huéspedes de la Histadrut. 10 de noviembre de 1964. |

| |
| Harry y David están recibiendo libros de los escritos de Ber Borojov de la Histadrut. Ida los observa, 10 de noviembre de 1964. |

| |
| La estatua de Ber Borojov en el kibutz Mishmar HaNegev con Harry y David Borojov a la izquierda de la estatua, noviembre de 1964. |

|                                                                          |
| Harry Borojov en Galilea, segundo desde la izquierda, noviembre de 1964. |

| |
| Harry Borojov en Ascalón junto a una placa fechada el 18 de diciembre de 1959 sobre la contribución de los judíos sudafricanos al establecimiento del nuevo Ascalón, noviembre de 1964. |